# Hi-Rez Studios

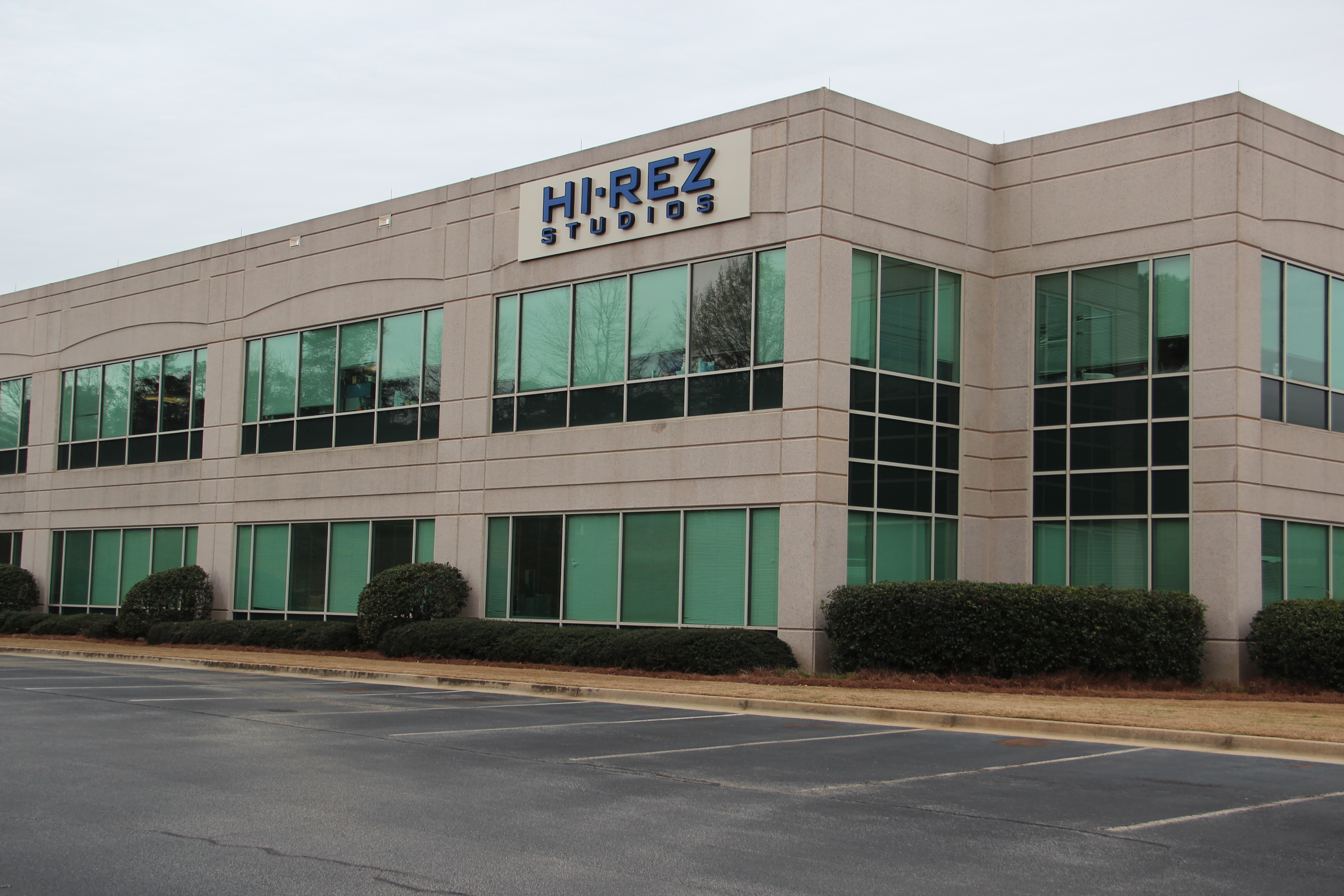
Büros von Hi-Rez Studios in Alpharetta, Georgia

Hi-Rez Studios ist ein privates, amerikanisches Computerspiel-Entwicklungsunternehmen aus Alpharetta, Georgia. Das Unternehmen wurde 2005 von Erez Goren und Todd Harris gegründet und ist eines der größten Entwicklungsstudios für Videospiele im Südosten der USA. Hi-Rez Studios ist Entwickler des teambasierten Multiplayer-Ego-Shooters Global Agenda, des Spieles Tribes: Ascend, des Third-Person-MOBA Smite und des Shooters Paladins.

## Geschichte
2005 gründete Erez Goren zusammen mit Todd Harris das Entwicklerstudio Hi-Rez Studios. Sie stellten Spieleentwickler von Titeln wie The Elder Scrolls IV: Oblivion oder Call of Duty ein. Hi-Rez Studios beschäftigt heute mehr als 200 Mitarbeiter in Alpharetta, in der nördlichen Metropolregion von Atlanta. Hi-Rez Studios arbeitet mit Valve zusammen, dem Entwickler der Spieleplattform Steam.
Hi-Rez Studios wurde 2012 von Game Developer und Gamasutra als einer der Top-30-Videospieleentwickler genannt. Hi-Rez ist der derzeitige Eigentümer der Lizenz von Metaltech, wozu Spiele wie Battledrome und die Spieleserie Tribes gehören. Die überwiegende Mehrheit der Spiele aus der Metaltech-Serie (mit Ausnahme von Battledrome und Cyberstorm) wurden als Freeware von Hi-Rez Studios veröffentlicht.

## Produkte

### Global Agenda
Global Agenda ist ein teambasiertes Multiplayer-Spiel. Es wurde am 1. Februar 2010 veröffentlicht. Im April 2011 wurde Global Agenda als erstes Free-to-Play-Spiel auf der Plattform Steam vorgestellt. Diese Version führte als erstes Spiel einen Ingame-Shop mit einer Zweitwährung (genannt Agenda Points) ein. Zusätzlich wird zwischen der kostenlosen Free-to-Play-Version und einer kostenpflichtigen Version unterschieden.

### Tribes Universe
Tribes Universe war ein Multiplayer-Online-Shooter basierend auf der Tribes-Spieleserie. Das Spiel wurde am 23. Oktober 2010 angekündigt. Die Testphase wurde für Anfang 2011 geplant, bevor Hi-Rez Studios die Entwicklung stoppte und begann, am Spiel Tribes: Ascend zu arbeiten.

### Tribes: Ascend
Tribes: Ascend ist ein Free-to-Play-Multiplayer-Shooter und Teil der Tribes-Serie. Es wurde von Hi-Rez Studios am 11. März 2011 auf der Penny Arcade Expo East angekündigt und am 12. April 2012 erstmals veröffentlicht. Tribes: Ascend erreichte 86 Punkte auf Metacritic und wurde von PC Gamer auf Platz 8 der erfolgreichsten PC-Shooter gelistet. Erfolgreiche Aspekte von früheren Tribes-Titeln wie Jetpacks wurden in Tribes: Ascent ebenfalls übernommen.
Todd Harris von Hi-Rez Studios kündigte zur Enttäuschung der Spielgemeinschaft das Ende des Spiels am 12. Juli 2013 an.

### Smite
Smite ist ein Free-to-Play-Third-Person-MOBA für Microsoft Windows, OS X, Xbox One, PlayStation 4 und Nintendo Switch. Der Spieler übernimmt die Kontrolle über eine mythologische Gottheit aus verschiedenen Epochen und spielt in einer Arena mit seinem Team gegen Spieler mit ähnlichen Gottheiten und computergesteuerten Einheiten. Hi-Rez Studios kündigte Smite am 21. April 2011 auf der Penny Arcade Expo an. Die erste geschlossene Betaphase startete am 31. Mai 2012 für den PC. Die offene Beta folgte am 24. Januar 2013. Die Beta-Tests erzeugten mehr als 74 Millionen Stunden Spielzeit und eine große, teils wettbewerbsorientierte Spielercommunity. Während der Beta veranstaltete Hi-Rez Studios verschiedene Offline- und Online-Events mit unterschiedlich großen Preispools.
Smite wurde offiziell am 25. März 2014 in Nordamerika und Westeuropa für den PC veröffentlicht. Die Xbox-One-Version folgte am 19. August 2015 und am 31. Mai 2016 wurde die PlayStation-4-Version vorgestellt.

### Paladins: Champions of the Realm
Paladins: Champions of the Realm (kurz „Paladins“) ist ein teambasiertes Free-to-Play-Onlinespiel. In früheren Versionen des Spiels war ein Hauptbestandteil das Kartensystem. Bei voranschreitendem Spielfortschritt konnte jeder Spieler zufällige Karten sammeln und damit die Gesundheit, den Schaden und die Fähigkeiten seines Helden verbessern. Das derzeitige Kartensystem erlaubt es lediglich, vordefinierte Kartenstapel mit Aufwertungen für verschiedene Fähigkeiten und Werte zu verwenden. Das Spiel wurde am 5. August 2015 angekündigt. Die Open Beta von Paladins: Champions of the Realm startete am 16. September 2016 und wurde am gleichen Tag auf Steam als Early-Access-Titel veröffentlicht.

### Jetpack Fighter
Jetpack Fighter ist ein Free-to-Play-Jump’nRun-Spiel für mobile Plattformen. Spieler wischen (englisch: „to swipe“) über den Bildschirm, um sich zu bewegen und anzugreifen. Um eine Spezialfähigkeit auszuführen, muss auf den Bildschirm gedrückt werden. Jeder Abschluss eines Level bringt den Spieler in der Kampagne voran, wodurch er bessere Gegenstände und neue Charaktere freischalten kann. Spieler können Mitspieler im Player-versus-Player-Modus herausfordern. Das Spiel wurde am 7. Januar 2016 für iOS veröffentlicht. Auf der Plattform wurde es als „Best New Game“ („bestes neues Spiel“) vorgestellt. Für Android wurde das Spiel im Juli 2016 veröffentlicht. Es erreicht auf Metacritic eine Punktzahl von 83.